# Stenalcidia lacra
Stenalcidia lacra är en fjärilsart som beskrevs av Paul Dognin 1895. Stenalcidia lacra ingår i släktet Stenalcidia och familjen mätare. Inga underarter finns listade i Catalogue of Life.